# Хмарочос (фільм, 1928)
«Хмарочос» (англ. Skyscraper) — американська драма режисера Говарда Хіггіна 1928 року. Фільм був номінований на премію «Оскар» за найкращий адаптований сценарій.

## Сюжет
Блонді і Швед — нерозлучні друзі, які працюють на будівництві хмарочоса. Одного разу Блонді врятував красуню, яка випадково забрела на будівництво, і між ними виникли почуття. Але незабаром Блонді і сам стає жертвою нещасного випадку і стає кульгавим. Через це він відкидає дівчину, але його друг Швед вчасно бере ініціативу в свої руки і починає влаштовувати щастя свого друга.

## У ролях
- Вільям Бойд — Блонді
- Алан Гейл — Слім Швед
- Сью Керол — Саллі
- Альберта Вон — Джейн
- Веслі Беррі — рудоволосий
- Пауль Вайгель — батько рудоволосого